# Саулкрастский район
Саулкрастский район (латыш. Saulkrastu rajons) — бывший административный район Латвийской ССР. Создан в 1949 году, ликвидирован в 1956 году и был включен в Рижский район и в Сигулдский район. Центр района сельсовет Саулкрасты. На момент ликвидации Саулкрастский район включал в себя 19 сельсоветов.
По другим данным, район существовал с 1950 по 1957 год.